# Molukken (provincie)
Molukken (Indonesisch: Maluku) is een provincie van Indonesië, gelegen in het centrale en zuidelijke deel van de gelijknamige eilandengroep. Sinds oktober 1999 vormt het noordelijke deel van de Molukken een aparte provincie, genaamd Noord-Molukken (Maluku Utara).
De hoofdstad van de provincie Molukken is Ambon, gelegen op het eiland Ambon. Bij de volkstelling van 2020 had de provincie 1.848.923 inwoners. De provincie valt binnen de Indonesische tijdzone van GMT +9 uur.

## Geschiedenis
Aan het begin van de 16e eeuw meerden er voor het eerst Europeanen aan op de Molukken. Reden van hun komst waren voornamelijk de vele kruiden en specerijen die op de eilanden voorkwamen, waarin zij handel konden drijven. In 1522 werd er door de Portugezen een fort gesticht, genaamd Ternate. Dit fort zou in de komende jaren het machtscentrum van de hele regio worden. De Portugezen slaagden erin over dit fort te blijven domineren, tot ze er uiteindelijk in 1574 door de Ternatanen werden verdreven. De Portugezen stichtten echter een nieuw machtscentrum, namelijk Ambon.
In 1599 kwamen de Nederlanders op de Molukken aan en zij bezetten direct Ternate (en ook Banda). Uiteindelijk werd 6 jaar later ook Ambon veroverd door de Nederlander Van der Haghen. Op Ternate werd in 1607 een nieuw fort gesticht door de Nederlanders, namelijk het fort Oranje. Het bezit van landen en eilanden die specerijen en kruiden voortbrachten, was een van de belangrijkste doelstellingen van de Vereenigde Oostindische Compagnie. De lokale bevolking werd door de Nederlanders als slaven gebruikt om te werken bij het telen van allerhande specerijen.
In 1796 kwamen de Britten aan op de Molukken. Zij deden dat nog een tweede keer in 1810. Dankzij de komst van de Britten kreeg de lokale bevolking meer vrijheid. Uiteindelijk, in 1863, werd door de Nederlandse minister van Koloniën Fransen van de Putte de verplichte specerijencultuur van de VOC afgeschaft.
Tijdens de Tweede Wereldoorlog werden de Molukken bezet door de Japanners van 1942 tot 1945. Deze eilanden waren van immens groot belang voor het slagen van vele lucht- en zeeaanvallen van de Japanners. In 1945 gingen de Molukken deel uitmaken van de deelstaat Oost-Indonesië van de federale republiek Verenigde Staten van Indonesië. Deze deelstaat ging 5 jaar later op in de Republiek Indonesië. Het zuidelijke deel heeft zich op 25 april 1950 als Republiek der Zuid-Molukken (Republiek Maluku Selatan (RMS)) onafhankelijk verklaard. Nadat het Indonesische leger Ambon in najaar 1950 had ingenomen, is de regering van de RMS uitgeweken naar Ceram, waar tot december 1963 nog tegen het Indonesische leger is gestreden.
In 1999 werden de regentschappen Noord-Maluku, Midden-Halmahera en de stadsgemeente Ternate afgesplitst om samen de provincie Noord-Molukken te vormen.

## Bestuurlijke indeling
De provincie Maluku is opgedeeld in 9 regentschappen (kabupaten):
- Buru
- Buru Selatan
- Kepulauan Aru
- Maluku Barat Daya
- Maluku Tengah
- Maluku Tenggara
- Maluku Tenggara Barat
- Seram Bagian Barat
- Seram Bagian Timur

en 2 steden (kota):
- Ambon
- Tual

## Belangrijkste eilanden en eilandengroepen
- Ambon
- Aru-eilanden (Kepulauan Aru)
- Zuidwestereilanden
  - Babareilanden
  - Leti-eilanden
  - Wetar
- Banda-eilanden (Kepulauan Banda)
- Buru
- Ceram
- Kei-eilanden
- Saparua
- Tanimbar-eilanden (Kepulauan Tanimbar)